# دوج پلیس (کالیفرنیا)
دوج پلیس (به انگلیسی: Dodge Place) یک منطقهٔ مسکونی در ایالات متحده آمریکا است که در شهرستان بیوت، کالیفرنیا واقع شده‌است. دوج پلیس ۵۷۱ متر بالاتر از سطح دریا واقع شده‌است.